# 南魚崎車站
南魚崎站（日语：／ Minami uozaki eki */?）ㄑˋ位於兵庫縣神戶市東灘區魚崎西町，屬於神戶新交通六甲人工島線的鐵路車站。副站名為酒藏之道。車站編號為R03。

## 歷史
當初規劃時本站的暫時名稱為「魚崎南」。
- 1990年（平成2年）2月21日 - 六甲人工島線開業。
- 1995年（平成7年）
  - 1月17日 - 由於阪神大地震影響，全線停止營運。
  - 7月20日 - 魚崎站 - 島北口站間復駛。
  - 8月23日 - 全線復駛。

## 車站構造
島式月台1面2線的高架車站，本站為無人車站。
3樓為管制室，4樓為驗票口，5樓為月台。

## 車站周邊
- 菊正宗酒造紀念館[1]
- 六甲大橋
- 阪神高速5号湾岸線住吉濱出入口
- 東部第2工區

## 相鄰車站
神戶新交通
六甲人工島線
魚崎（R02）－南魚崎（R03）－島北口（R04）

## 外部連結
- 南魚崎站（页面存档备份，存于） - 神戶新交通